# Filovirus
Filovirus är en virusfamilj bestående av enkelsträngade RNA-virus och viruset omges av ett hölje. Viktigaste virusen i familjen är ebolavirus och marburgvirus. Virusen förökar sig väldigt snabbt och orsakar därför allvarliga skador bland annat på grund av nedbrytning av endotelceller. Viruset kan förorsaka viral hemorragisk feber.